# Hamo Ohandjanian
 (août 2022).
Si vous disposez d'ouvrages ou d'articles de référence ou si vous connaissez des sites web de qualité traitant du thème abordé ici, merci de compléter l'article en donnant les références utiles à sa vérifiabilité et en les liant à la section « Notes et références ».
Hamazasp « Hamo » Ohandjanian (arménien : Համօ Օհանջանեան), né le 1er février 1873 à Akhalkalaki (Empire russe) et mort le 31 juillet 1947 au Caire, est un médecin, révolutionnaire et homme d'État arménien. Membre de la Fédération révolutionnaire arménienne, il est surtout connu pour avoir été le troisième Premier ministre de la Première République d'Arménie du 5 mai au 23 novembre 1920.

## Biographie
Hamo Ohandjanian est né en 1873 dans la ville à majorité arménienne d'Akhalkalaki (aujourd'hui en Géorgie) dans le gouvernement de Tiflis de l'Empire russe. Il est d'abord allé à l'école dans sa ville natale, puis déménage à Tiflis (Tbilissi) pour poursuivre son instruction au gymnasium russe de la ville.
En 1892, il entame ses études à la faculté de médecine de l'Université de Moscou. Cependant, il est renvoyé à Tiflis pour avoir participé à des activités révolutionnaires.
En 1897, il épouse Olga Vavilevna, une révolutionnaire russe rencontrée pendant ses années d'études, avec qui il a deux fils et une fille. Il étudie ensuite à l'Institut médical de Lausanne en 1899. C'est là qu'il rencontre Christapor Mikaelian, l'un des membres fondateurs de la Fédération révolutionnaire arménienne. Il rejoint le parti et prend comme pseudonyme Mher Merian,.
En 1903, il retourne en Transcaucasie et travaille comme médecin à Tiflis et à Bakou. Il devient membre du Bureau oriental de la FRA en 1905. Hamo Ohandjanian est alors chargé des relations entre la FRA et les révolutionnaires russes et géorgiens lors des affrontements arméno-tatars de 1905-1907.
Au 4e congrès de la FRA à Vienne en 1907, il est partisan du « programme caucasien » qui appelle le parti à s'engager dans des activités révolutionnaires contre les autorités tsaristes. Il est arrêté lors de la répression tsariste contre les révolutionnaires arméniens (la soi-disant « réaction de Stolypine ») et envoyé à Novotcherkassk en 1909. Il est le principal accusé lors du procès de 159 membres de la FRA en 1912, lors duquel les révolutionnaires arméniens sont défendus par Alexandre Kerensky. Il est condamné à l'exil dans l'oblast d'Irkoutsk en Sibérie l'année suivante. Il y rencontre sa seconde épouse, Rubina Areshyan, une compatriote révolutionnaire arménienne, avec qui il a un fils, Vigen (né en 1920 à Erevan),.
Après le déclenchement de la Première Guerre mondiale, il est amnistié et retourna à Tiflis. Il travaille ensuite comme médecin sur le front caucasien.
En novembre 1917, il est élu membre de l'Assemblée constituante russe (formée à la suite de la révolution de février) et est commissaire au bien-être public du Commissariat transcaucasien. Il est également membre du Seim transcaucasien en 1918.
En juin 1918, il est envoyé par le Conseil national arménien à Berlin pour demander la reconnaissance et la protection de l'Arménie, puis participe à la Conférence de la paix de Paris en tant que membre de la Délégation de la République arménienne.

### Première République d'Arménie
En janvier 1920, il se rend à Erevan et occupe le poste de ministre des Affaires étrangères dans le cabinet du Premier ministre Alexandre Khatissian. Après la démission du gouvernement de Khatissian à la suite du soulèvement bolchevique de mai 1920, Hamo Ohandjanian prend sa suite en tant que premier ministre, dirigeant ce que l'on appelle le « gouvernement bureau », car il se composait presque entièrement de membres de l'organe exécutif supérieur de la FRA, le Bureau du parti. Son gouvernement met en œuvre une politique d'autoritarisme ouvert Il impose la loi martiale, suspend les libertés civiles, utilise l'armée pour écraser la rébellion bolchevique et exécute plusieurs de ses dirigeants.
Après cette victoire, l'armée arménienne vainc les rebelles musulmans dans les districts proches d'Erevan et avance vers le Nakhitchevan à la fin de juillet 1920. Avant qu'ils ne puissent restaurer le contrôle arménien sur le Nakhitchevan, elle est interceptée par l'Armée rouge, qui occupe des parties du Karabagh, du Zangezour et du Nakhitchevan pour établir un lien terrestre avec la Turquie kémaliste.
C'est pendant le mandat de premier ministre d'Ohandjanian, le 10 août 1920, que le traité de Sèvres non mis en œuvre est signé, par lequel l'Arménie est censée recevoir des territoires importants en Arménie occidentale. Tout en s'engageant dans des négociations avec la Russie soviétique, le gouvernement d'Ohandjanian se méfie des Soviétiques et maintient une orientation pro-Entente. Ohandjanian lui-même est considéré comme un membre de l'aile "intensément anti-bolchevique" de la direction de la FRA. En septembre 1920, la Turquie kémaliste envahit l'Arménie, et après une série de défaites écrasantes, le gouvernement d'Ohandjanian démissionne le 23 novembre 1920 pour permettre à un autre cabinet dirigé par Simon Vratsian de négocier des conditions de paix.

### Exil
À la suite de l'invasion soviétique de l'Arménie, Ohandjanian est arrêté par les bolcheviks le 6 décembre 1920 près de Karakilisa avec d'autres dirigeants de la FRA alors qu'il tentait de fuir vers la Géorgie. Il est libéré pendant le soulèvement de février de 1921, quand la domination soviétique est brièvement renversée en Arménie. Il s'enfuit en Iran après la restauration du régime soviétique et de là se rend en Égypte. Il vit le reste de sa vie au Caire, travaillant comme médecin et poursuivant ses activités en tant que membre du Bureau de la FRA,. Il est l'un des fondateurs de Hamazkaïne, une organisation éducative et culturelle active dans la diaspora arménienne à ce jour. Ohandjanian est décédé le 31 juillet 1947.